# Нильсен, Курт (певец)
Курт Эрик Нильсен (норв. Kurt Erik Nilsen) (родился 29 сентября 1978 г в г. Берген, Норвегия) — норвежский певец и музыкант.
Выиграл норвежскую версию телевизионного шоу «Поп Идол», которая шла по телевидению в мае 2003 г. Курт выиграл у Гот Ормасен (Gaute Ormåsen) с результатом 53 % набранных голосов. Затем пришла победа в проводимой один лишь только раз международной версии «Pop Idol» — в «World Idol» 1-го января 2004 года, в котором участвовали победители всех прежних выпусков «Pop Idol». Записанный после этого сингл «She’s So High», авторство которого принадлежит певцу Tal Bachman, занял первое место в чарте норвежских синглов и до настоящего момента является одним из наиболее продаваемых синглов в Норвегии. Дебютный альбом Курта был назван просто — «Я» (I).

## Альбомы
- Shoe — Breed (1998)(Ранее группа «Breed»; затем Fenrik Lane)
- Come Down Here — Fenrik Lane (2002)(Ранее группа Fenrik Lane)
- Idol (май 2003)
- I (сентябрь 2003)
- I — Международная версия (май 2004) (Включает Beautiful Day)
- A Part of Me (6 ноябрь 2004)
- Hallelujah — Live (июнь 2006)
- POP album (октябрь 2007)
- Push Push (2007)
- Country album (февраль 2008)
- Rise To The Occasion (21 Апр 2008)
- Have Yourself A Merry Little Christmas (2010)
- Inni En God Periode (2013)
- Kurt Nilsen Live (2013)